# Nalazište dolmena u Antequeri
Nalazište dolmena u Antequeri je zajednički naziv za zaštićeni lokalitet koji se sastoji od tri megalitska i dva prirodna spomenika koji su UNESCO-ova svjetska baština. Lokalitet se nalazi u blizini grada Antequera (Pokrajina Málaga, Andaluzija, Španjolska) a na UNESCO-ov popis mjesta svjetske baštine u Europi 2016. godine upisan je zbog jedinstvene arhitektonske vrijednosti za europsku prapovijest kao jedni od najvažnijih primjera europske megalitske kulture. 
Lokalitet se sastoji od dva dolmena, Menga i Viera, te tumula El Romeral, ali i dvije znamenite prirodne kamenite formacije u okolici, Peña de los Enamorados i El Torcal. Spomenici su izgrađeni od velikih kamenih blokova tijekom neolitika i brončanog doba tako da tvore prostorije s kamenim svodovima od greda ili lažne kupole. Služile su kao grobnice i bile su zatrpane zemljanim tumulima.

## Popis lokaliteta
| ID       | Slika | Ime                                       | Površina | Koordinate                                  | Odlike |
| -------- | ----- | ----------------------------------------- | -------- | ------------------------------------------- | --- |
| 1501-001 |       | Dolmen Menga i Dolmen Viera               | 3,6 ha   | 37°07′48″N 4°19′26″E / 37.130°N 4.3240°E    | Dolmeni datiraju u 3. tisućljeće pr. Kr., a nakon što je dovršena prostorija i ulazna staza, zatrpani su zemljom i ugrađeni u brdo koje stoji do današnjih dana. Menga je jedan od najvećih u Europi, duljine od 25 m, širine od 5 m i visine 4 m. Sastoji se od 32 megalita od kojih najteži ima oko 200 tona. Menga je najvjerojatnije služila kao grobna komora vladajućih obitelji iz područja jer su prilikom njezina otkrića u 19. stoljeću iskopani ostaci nekoliko stotina ljudi. 70 m dalje nalazi se Dolmen Viera koji se sastoji od 27 megalita koji čine dugi hodnik koji vodi do kvadratične prostorije promjera 2 x 1,8 x 1,6 m. Zemljani tumul koji ga pokriva ima promjer od 50 m i ulaz mu je orijentiran prema ljetnem suncostaju tako da tada svjetlo zore obasjava prostoriju. |
| 1501-002 |       | Tumul El Romeral (Tholos de El Romeral )  | 3,9 ha   | 37°14′17″N 4°19′33″E / 37.238°N 4.3257°E    | Sjeveroistočno od dolmena Menga i Viera, tumul El Romeral se jedno od najvažnijih neolitičkih građevina južne Europe. Izgrađen je oko 1800. pr. Kr. i pripada kulturi Los Millares, čije je središte bilo čak 200 km istočnije. Sastoji se od brojnog manjeg kamenja koje čini dugi hodnik koji završava s dvije uzastopne prostorije u obliku košnica od kojih veća ima promjer od 4,2 m, a sljedeća, manja, promjer od 2 m s kvadratičnim oltarom od kamenih ploča nasuprot ulazu. |
| 1501-003 |       | Ljubavna stijena (Peña de los Enamorados) | 258,8 ha | 37°24′00″N 4°17′33″E / 37.40°N 4.2926°E     | Planina nadmorske visine od 880 m je dobila ime prema lokalnoj usmenoj predaji. Najpoznatija govori o dvoje maurskih ljubavnika iz suprotnih klanova koji su se bacili s ove stijene jer su ih progonili ljudi djevojčina oca. Planina je poznata i kao "Montaña del Indio" jer iz određenog kuta izgleda poput ljudske glave. |
| 1501-004 |       | El Torcal de Antequera                    | 2.180 ha | 36°58′00″N 4°31′00″E / 36.96667°N 4.51667°E | El Torcal je gorje koje odvaja gradove Antequera i Málaga s najvišim vrhom Camorro de las Siete Mesas (1336 m). Ovaj rezervat prirode je najpoznatiji po neobičnom krajoliku jednog od najupečatljivijeg krša u Europi. Njegov jurski vapnenac je star oko 150 milijuna godina koji je serijom fraktura i pukotina pod pravim kutom erozija isprala tvoreći doline između velikih blokova vapnenca. |

## Vanjske poveznice
- UNESCOva službena karta lokaliteta
- ANTEQUERA "CROSSROADS OF ANDALUCIA" (engl.)